# Castillo de la Muela

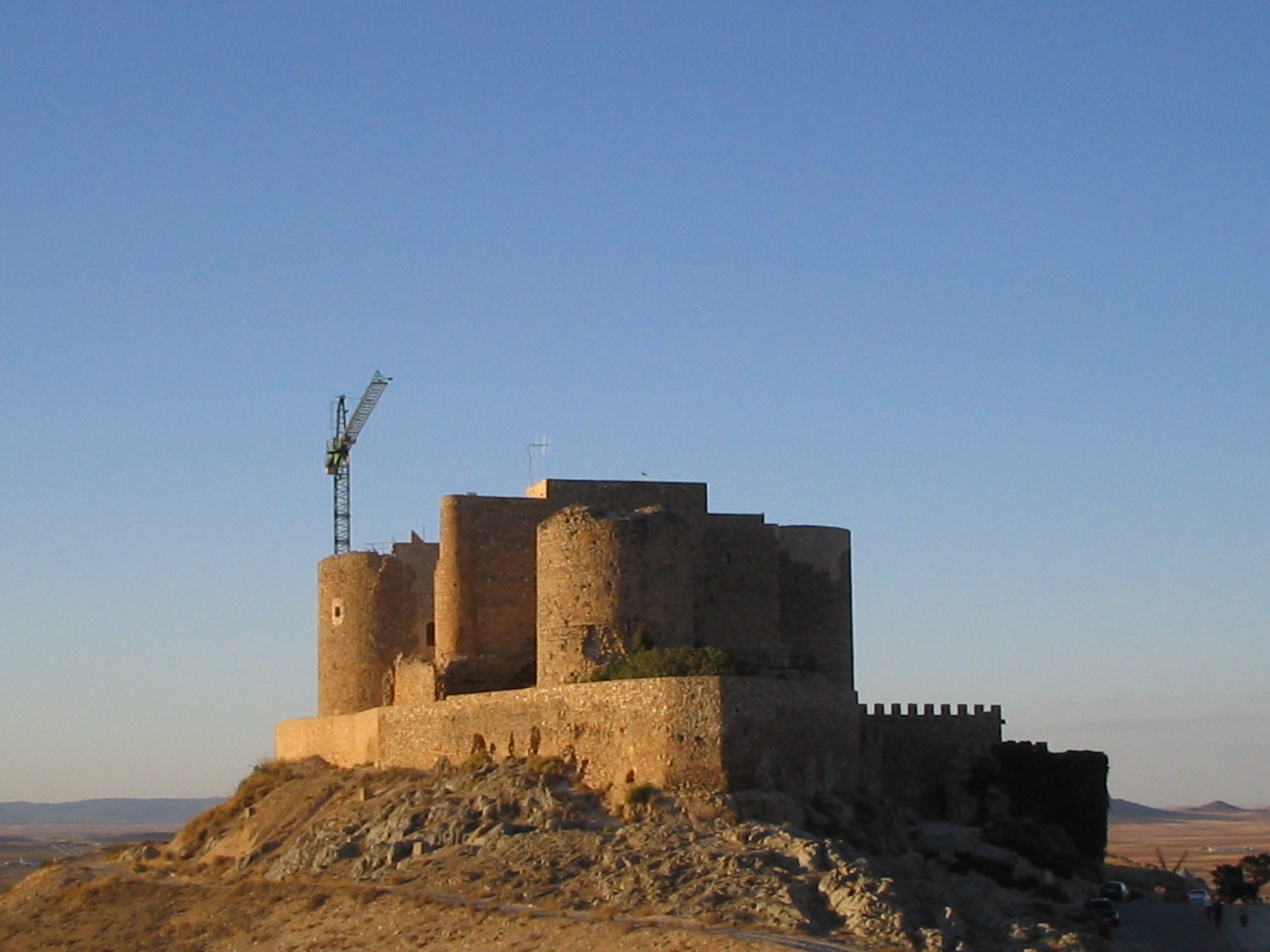
Burg von Consuegra

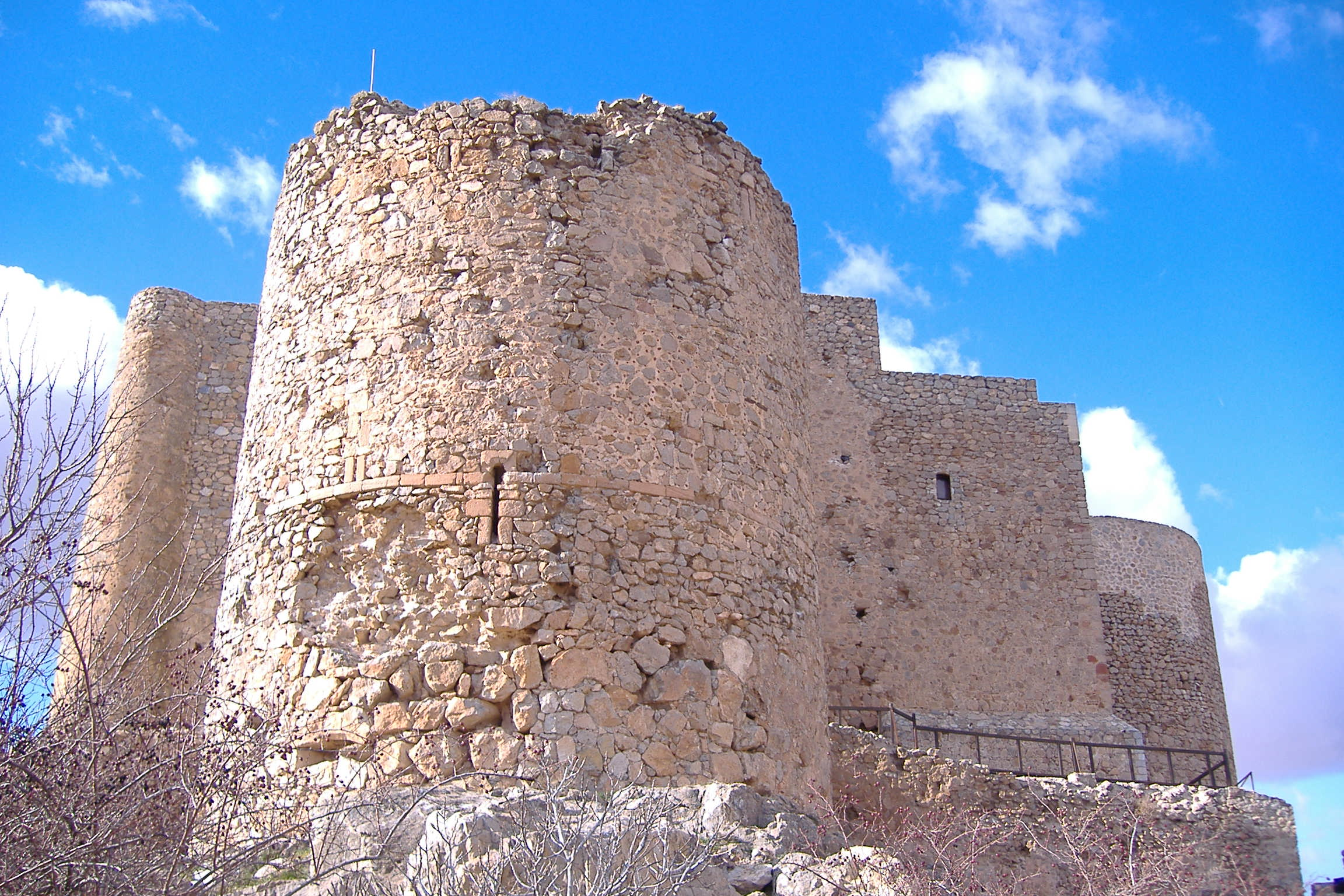
Türme der Burg

Das Castillo de la Muela ist eine Burg in Consuegra, einer Gemeinde in der spanischen Provinz Toledo der Autonomen Region Castilla-La Mancha, die im Mittelalter errichtet wurde. Die Burg auf dem Hügel Calderico, wo sich auch die Windmühlen von Consuegra befinden, ist ein geschütztes Baudenkmal.

## Geschichte
Die Burg entstand vermutlich in den ersten Phasen der Reconquista. Unter Alfons VIII. wurde sie dem Johanniterorden übereignet, der hier den Sitz des Großpriorats La Mancha einrichtete und den Ausbau der Burg vornahm, die eine doppelte Ringmauer, vier Festungstürme und einen äußeren Mauergang erhielt. Während des Spanischen Befreiungskriegs wurde die Burg 1813 zerstört. Die Ruine, die aufgrund der Enteignung der Johanniter während der Säkularisation 1836 in private Hände gelangte, ging 1962 in den Besitz der Gemeinde über. Durch die Gründung einer Bauschule im Jahr 1985 erhielten die Renovierungsarbeiten einen großen Schub.